# Westerlaken
Westerlaken of van de(r) Weste(r)laken is een oud Nederlands geslacht uit de plaats Den Dungen die voor het eerst vermeld wordt rond 25 december 1340.

## Geschiedenis

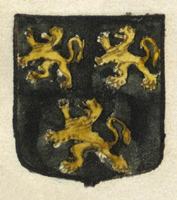
Wapen Van Collenberch (1539)

#### Van Collenberch
De stamreeks begint met Henrik van Westerlaken, ook genaamd Van Collenberch, die in 1340 wordt vermeld als landeigenaar in het cijnsboek van de hertog van Brabant. Henrik was hoogstwaarschijnlijk een zoon van Zebert van Collenberch, woonachtig te Liempde. De familie Van Collenberch was prominent in Liempde; nazaten van Zebert bekleedden verschillende bestuurlijke en geestelijke functies in de regio, zoals schepen, deken en burgemeester. In 1607 werd een nakomeling van Zebert pachter van het landgoed Heerenbeek.

#### Westerlaken
De oorsprong van de naam Westerlaken kan worden teruggeleid tot een stuk land dat toebehoorde aan Henrik van Westerlaken. Op deze locatie stond een huis met een hof, verworven door Henrik. De vermelding van Henrik van Westerlaken maakt deel uit van de eerste vermelding van de plaats Den Dungen. Naast Den Dungen, bezat de familie ook land in Hooidonk, Elde, 's-Hertogenbosch, Berlicum, aan de Aa en kochten regelmatig cijns en pacht in de regio.
 

In 1477-1478 trad Zebert Henriks van der Westerlaken, achterkleinzoon van Henrik van Westerlaken en enige mannelijke telg, toe tot de Illustere Lieve Vrouwe Broederschap. In 1493-1494 volgde zijn vrouw Belie.

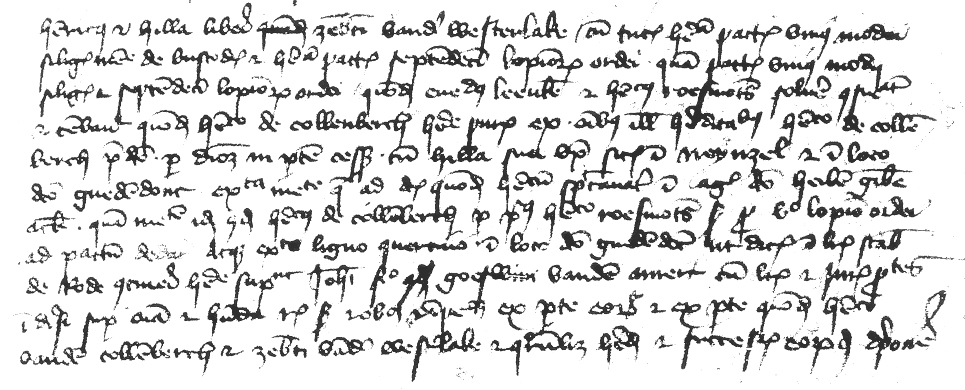
Henrik van Westerlaken (als Van Collenberch), zijn vrouw Hilla Roosmond en hun zoon Zebert van Westerlaken genoemd in een akte uit het jaar 1422

Na twee eeuwen lineaire afstamming van Henrik van Westerlaken, splitste de familie zich rond de 16e eeuw in vier takken, geconcentreerd in Den Dungen, Maasland, De Baronie en Bommelerwaard. Dit werd mogelijk doordat de naam van Oda van Westerlaken (~1480 – ????) werd aangenomen door haar echtgenoot, Jacob Jan Zeberts Hoen (~1480 – <1546) dat er toe heeft geleid dat de familienaam behouden bleef.
Hendrick Sebert van Westerlaken (zie Henrick Dungaeus), zoon van Oda en Jacob, is een prominent geestelijke. Hij studeerde theologie en rechten te Rome en verkreeg de titel doctor in beide, was kanunnik te Antwerpen en werd benoemd tot Apostolisch protonotaris. Een groot deel van zijn leven besteedde hij als boekcensor en heeft de operia omnia van kardinaal Stanislaus Hosius verzorgd.
In 2014 plaatste de gemeente Den Dungen, als onderdeel van een regionaal initiatief, een bankje met de naam 'Westelaken' op de plek waar het voormalige Westerlaken lag. Dit monumentale bankje bevindt zich tussen de splitsing van de Hooidonksestraat en Beemdweg.

## Familiewapens

Westerlaken (Zuid-Holland)
Van de Westelaken (Noord-Brabant)
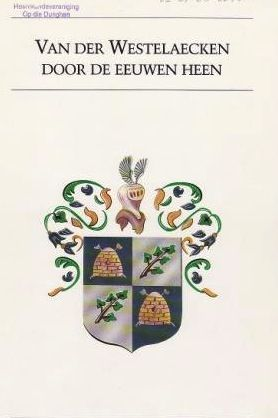
Familieboek Van Der Westelaecken door de eeuwen heen

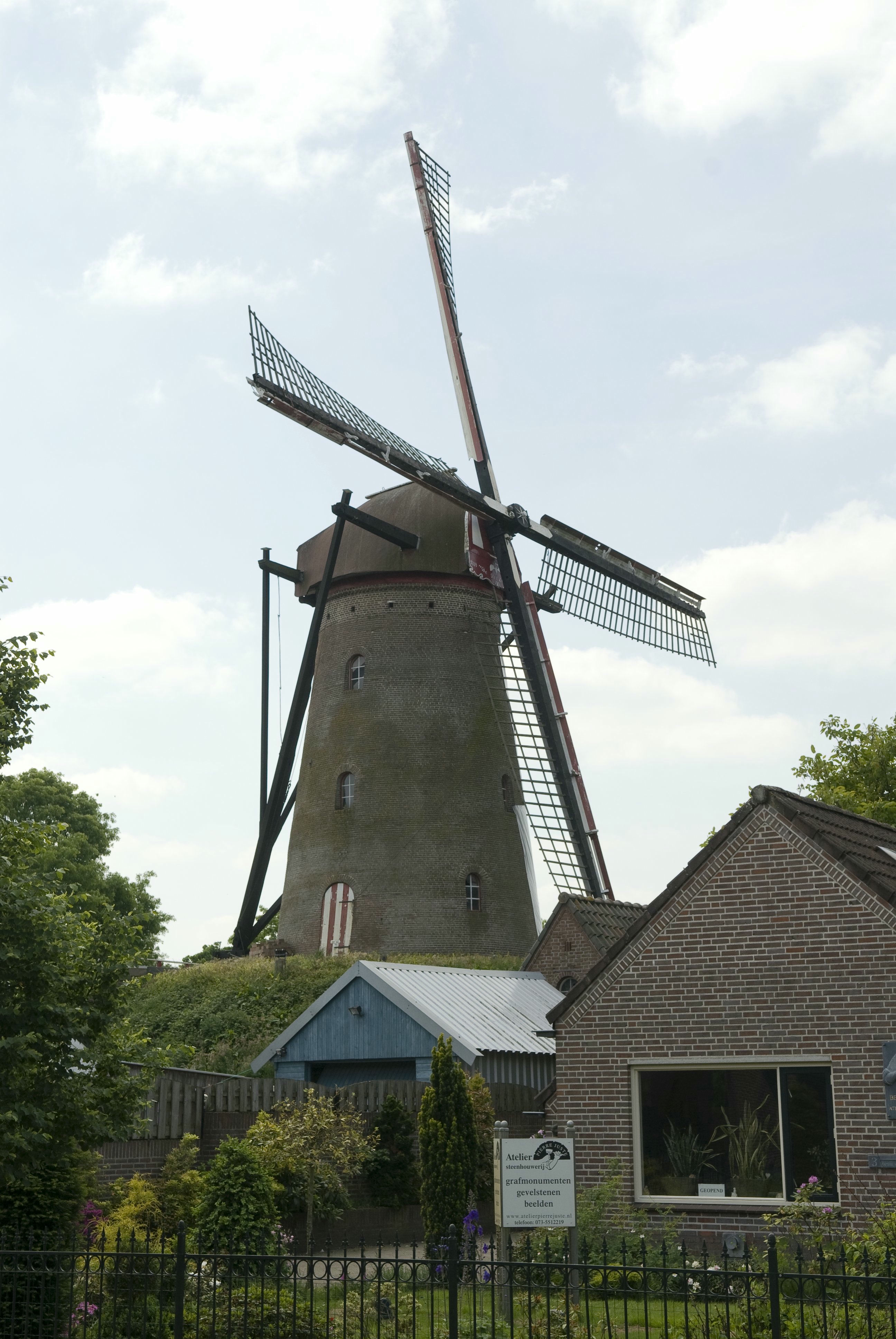
Rijksmonument De Pelikaan (molen) gebouwd in opdracht van C. van de Westelaken

## Stamreeks
- Zebert van Kollenberg (???? - <1368)
  - Henrik van Westerlaken (<1340 - ????) x Hilla Roosmond
    - Zebrecht Hendriks van Westerlaken (<1379 - <15 mei 1439) x Heilwich
      - Henrik Seberts van Westerlaken (???? - ~1447) x Oda Henricks Vilt van Ussum
        - Zebert Henrick van Westerlaken, Kapelmeester, Heilige Geestmeester (<1447 - <1507) x Belia Willems Lodewijks (???? - >1523)
          - Oda Zeberts Henrik van Westerlaken (~1480 - ????) x Jacob Jan Zeberts van Westerlaken, Kapelmeester, Heilige Geestmeester (~1480 - <1546)
            - Hendrick Sebert van Westerlaken van Den Dungen (~1511 - 14 september 1596), Kanunnik, doctor in Theologie

## Familienaamdragers

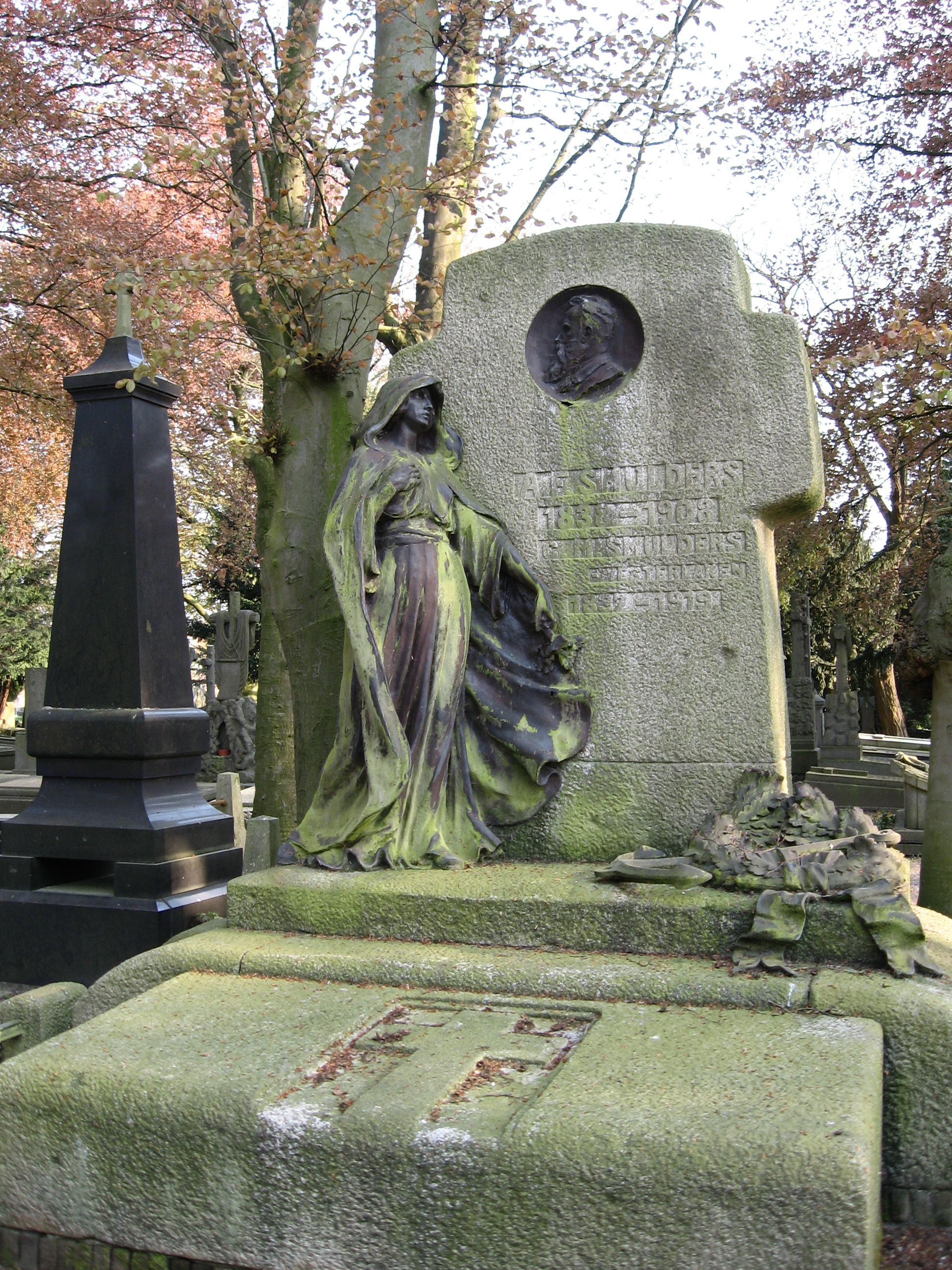
Rijksmonument Grafmonument A.F. Smulders en C.M. Smulders-Westerlaken

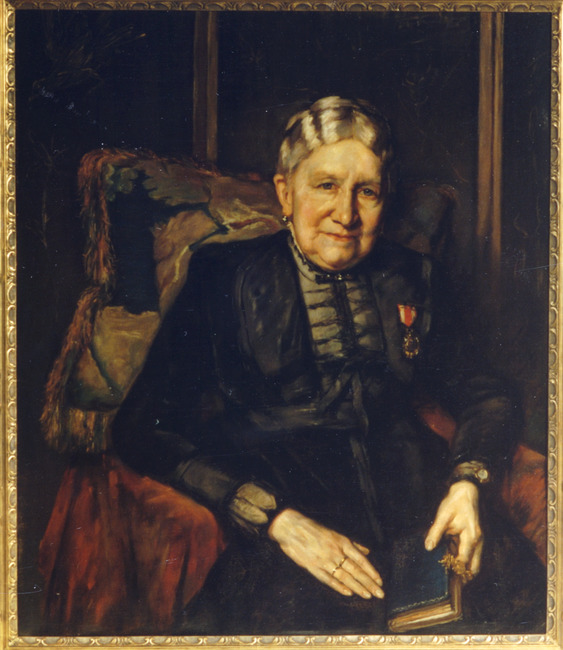
Portret van Catharina Maria Westerlaken (1837-1919) met haar Pro Ecclesia et Pontifice, door Thérèse Schwartze.

- Hendrick Dungaeus, (~1511 - 14 september 1596), kanunnik te Antwerpen, protonotarius van de paus en rechterhand van bisschop Sonnius. [11][12]
- M. van de Westelaken, Burgemeester van Sint-Michielsgestel 1850 - 1870
- Laurens van de Westelaken, Burgemeester van Sint-Michielsgestel 1889 - 1905
- Hendrikus van de Westelaken, Burgemeester van Den Dungen 1853 - 1896
- Rik van de Westelaken, Nederlands presentator
- Anton Westerlaken (1955 - 2017), Nederlands vakbondsbestuurder
- Albert West (pseudoniem van Albertus Westelaken), Nederlands zanger en producer
- Bart Westerlaken, Nederlands componist
- Renate Westerlaken-Loos, Nederlands politica